# 2016年の梨花女子大学校学生運動

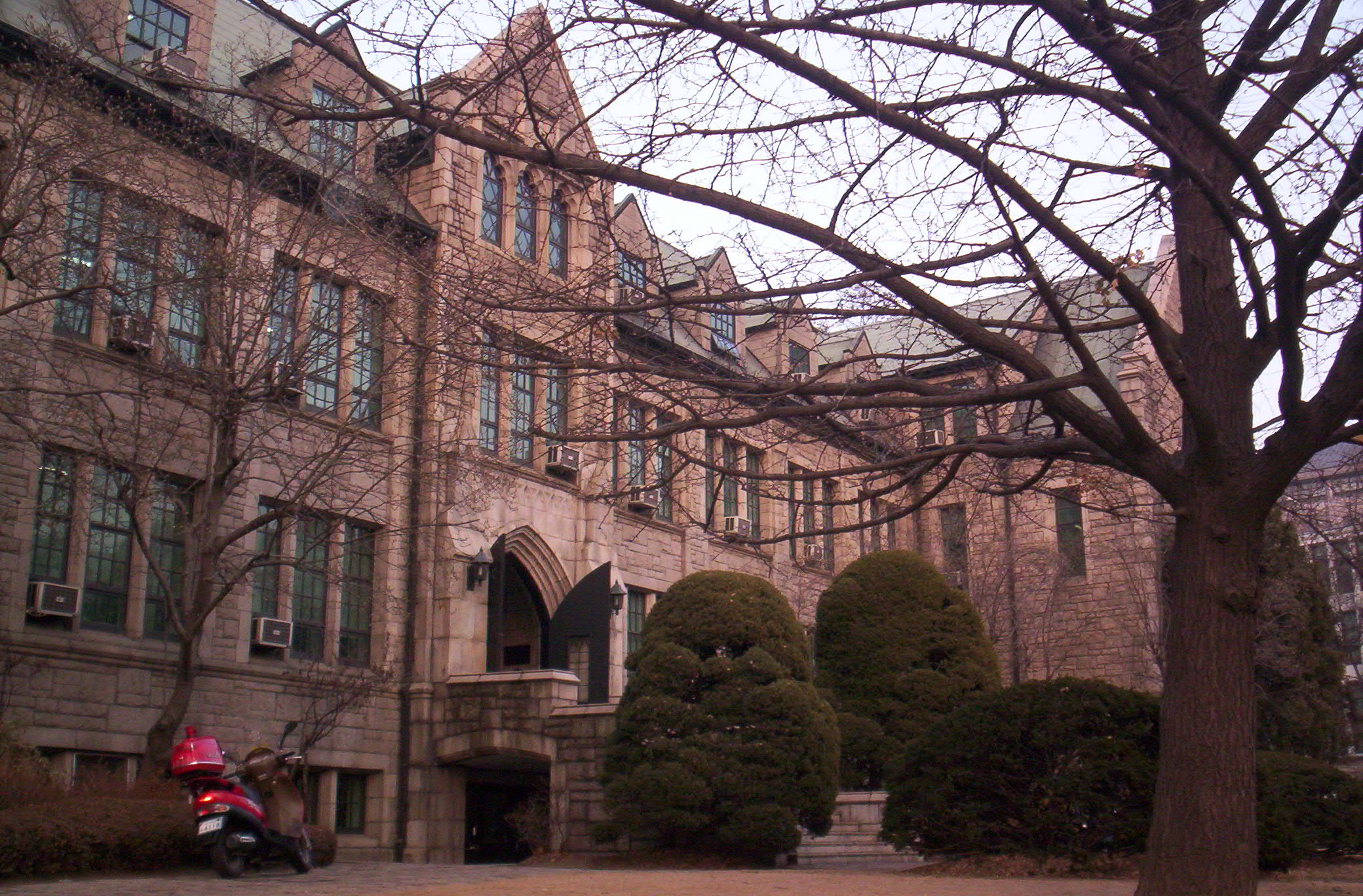
学生の座り込みが86日間を行われた梨花女子大学校本館

2016年の梨花女子大学学生運動は、大韓民国（韓国）の梨花女子大学校の学生が、大学当局による一方的な生涯教育支援事業（未来ライフ大学）参加を撤回させるために学校を占拠したことから発生したデモを発端として、崔順実の娘チョン・ユラの不正入学疑惑が提起された事件である。学生や卒業生らは、未来ライフ大学事業は教育の質を低下させ、授業料のための学位商売であるとして激怒した。これに対し一部世論では2年間だけ通った者が同じ学位を得ることに対する拒否感を表わした純血主義的な行動であるとの指摘もあったが、在職者の大学入学選考はすでに梨花女子大学に存在していた上に生涯教育機関である「生涯教育大学院」も以前より存在していたことから、学内者の怒りを買った 。最終的に10月19日チェ・ギョンヒ総長が辞任したが、梨花女子大学のデモは崔順実ゲート事件の触媒的役割を果たした。

## 未来ライフ大学新設反対デモ
2016年7月15日、教育部は生涯教育カレッジ支援事業に梨花女子大学を含む4つの大学を追加選定した。7月28日に新設に伴う学則改正のための評議員会が開かれ、梨花女子大学の学生は事業推進の中断を要求して占拠デモを開始した。
7月30日、チェ・ギョンヒ梨花女子大総長は自ら本館を捜索すると嘘をついて、1600人という史上最大数になる警察官を学内に投入した。警察による強制解散策動に対しては、梨花卒業生をはじめとして、マスコミ、政界、一般市民の注目を集めた。学生らは大学側が座り込み鎮圧のために警察権力を学内に招き入れたという事実に怒って結集し始め、未来ライフ大学設立問題とは別個に警察の学内進入事件の真相究明と謝罪が取り上げられることとなった。
8月3日、大学側は未来ライフ大学設立推進の中断を決定した。しかし本館を占拠中の学生たちはチェ・ギョンヒ総長退任を要求して座り込みを継続し、メディアや政界で運動の波紋が大きくなって行った。特に学生が設立推進過程と警察投入などに対する監査を要求する嘆願書を与野党の国会議員と各関連機関に2000件以上提起し、梨花女子大関連問題は9月1日には定期国会国政監査準備の過程に含まれ、安全行政委員会と教育文化体育観光委員会の所属委員の国政監査で扱われることになった。

## 国政介入問題
2016年9月26日、ハンギョレ紙はチョン・ユラに対する乗馬優遇疑惑と指導教授の交代疑惑を報道した。奇しくもその日は国会の定期国政監査が始まった日でもあった。9月28日、国会の教育文化体育観光委員会は、国政監査で裏口入学疑惑を提起して現場監査に乗り出した。10月4日、安全行政委員会は西大門警察署長を証人として召喚、梨花女子大学に警察を投入した経緯を尋ね、大学側の再三の要請によるとの回答を引き出した。
9月・10月に崔順実国政介入問題の論議が広がると、崔の娘であるチョン・ユラの学士特典疑惑も合わさって、梨花女子大学校の運動はチョン・ユラ関連疑惑に焦点を移していった。学生らと教授協議会は総長の退任、徹底的な真相究明、関連者処罰を要求し続け、2016年10月19日にチェ・ギョンヒ総長は辞任し関連者が逮捕されるに至った。